# Del Taco
Del Taco Restaurants, Inc. é uma cadeia americana de restaurantes de fast-food especializada em culinária mexicana de estilo americano, bem como em alimentos americanos como hambúrgueres, batatas fritas e milkshake. Del Taco é liderado pelo presidente da marca Tom Rose, e está sediada em Lake Forest, Califórnia. Em 6 de dezembro de 2021, Jack in the Box anunciou que estava adquirindo Del Taco por US$ 12,51 por ação. A aquisição foi finalizada em março de 2022. A Del Taco tem aproximadamente 600 locais em 16 estados dos Estados Unidos.

## Disponibilidade

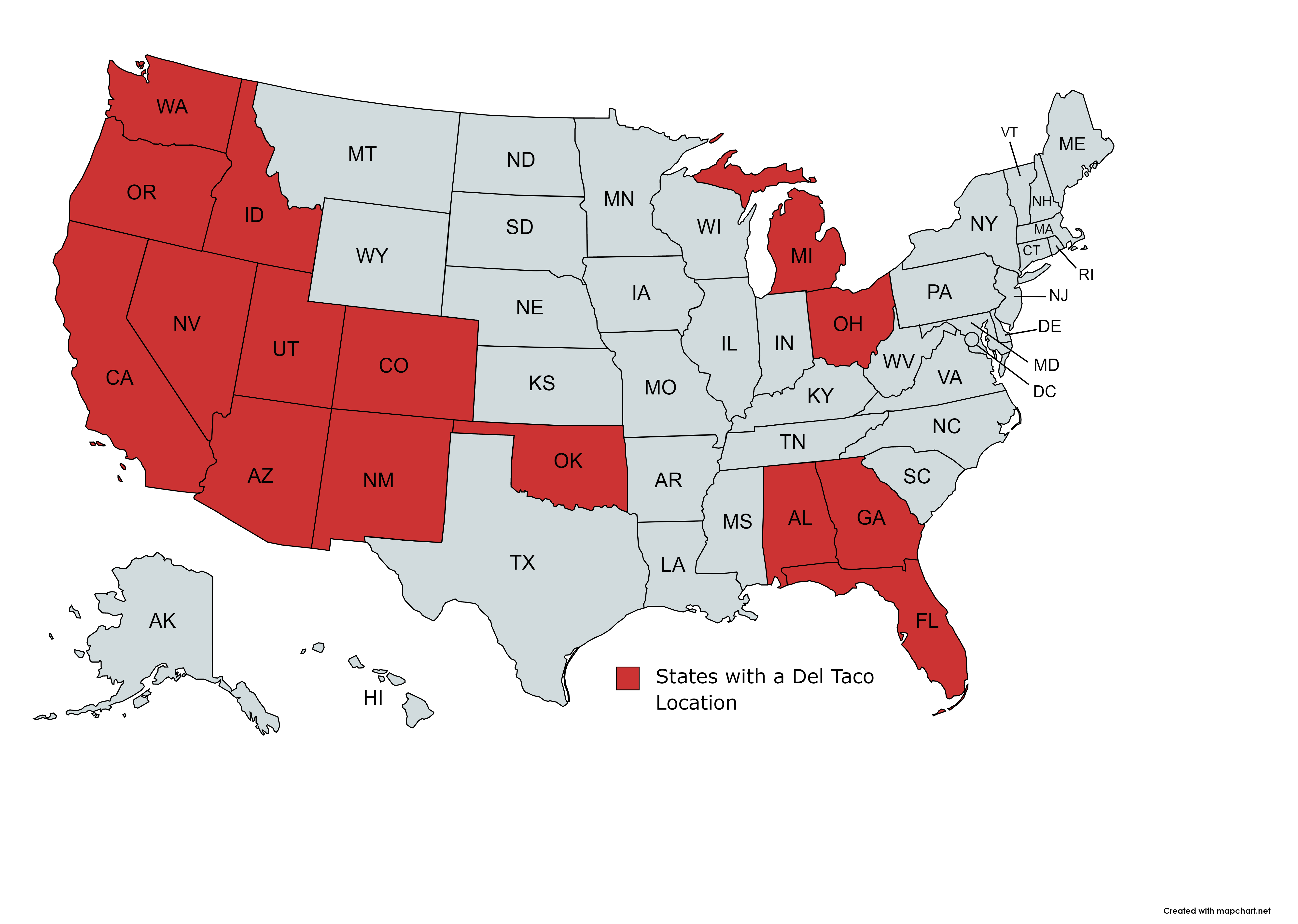
Estados com, pelo menos, 1 estabelecimento Del Taco a partir de janeiro de 2023

A cadeia opera em 15 estados dos Estados Unidos, 1 território dos Estados Unidos (Guam) e tinha 594 estabelecimentos em 1 de maio de 2023. A maioria dos seus restaurantes situa-se na Califórnia. A Del Taco também opera em vários outros estados, incluindo Alabama, Arizona, Colorado, Flórida, Geórgia, Idaho, Michigan, Nevada, Novo México, Ohio, Oklahoma, Oregon, Utah e Washington. A empresa tem alguns estabelecimentos a leste do Mississipi.
Las Vegas, Nevada, tem o maior número de Del Tacos do que qualquer outra cidade, e a Califórnia tem o maior número de Del Tacos do que qualquer outro estado.

## Cultura popular
- Na série da Netflix Grace and Frankie, Frankie, interpretada por Lily Tomlin, menciona regularmente o seu amor pelo Del Taco ao longo da série. As cenas incluem a revelação de que ela e o marido compraram uma franquia e Frankie leva Grace para a sua primeira visita ao Del Taco.[7][8]
- Um Vine popular da Gasoleen TV a mostra lendo um sinal da Del Taco que tem um espaçamento incorreto. O sinal diz: “FR E SH A VOCA DO”.[9] A Del Taco passou a usar esta frase numa campanha de marketing no Twitter.
- Um canal popular do YouTube, thecreaturehub, apresentou o local de Barstow (o “local mais antigo em funcionamento”) em ambas as suas séries Road to E3 de 2014-2015, em que o restaurante foi uma das paragens do grupo nas viagens.